# Калета, Сэм
Сэмюэл Пуни «Сэм» Калета (англ. Samuel Puni "Sam" Kaleta, родился 9 марта 1966 года в Окленде) — самоанский и японский регбист, выступавший на позиции фланкера.

## Биография
Окончил Линфилдский колледж. Выступал на протяжении своей игровой карьеры за новозеландские клубы «Киа-Тоа» и «Понсонби», а также за японские клубы «Рико Блэк Рэмс» и «Мицубиси Сагамихара Дайнаборс». В 1991 году играл за команду вооружённых сил и полиции Новой Зеландии «Комбайнд Сёрвисез» (англ. NZ Combined Services) на позиции лока. Карьеру завершил в 2004 году в шотландском клубе «Пертшир».
26 сентября 1992 года Калета дебютировал за сборную Японии, сыграв матч против сборной Гонконга в Сеуле и всего проведя 4 матча за японцев. В 1994 году он решил выступать за свою историческую родину, так как имел самоанские корни, и 4 июня в Моамоа дебютировал за «Ману Самоа» в игре против Уэльса. Всего он провёл за самоанцев 7 игр, занеся одну попытку и набрав 5 очков (ничья против Шотландии 15:15 в 1995 году). В 1995 году он был включён в заявку на чемпионат мира в ЮАР, но на поле не вышел. 5 июля 1997 года в Апиа сыграл последнюю игру за сборную против фиджийцев.
В 2006 году Калета вошёл в структуру команды «Пертшир» как ответственный за академию клуба. Некоторое время он был играющим тренером команды, выходя на поле даже в 2008 году.